# Branišov (Podmoklany)
Branišov (německy Branschow) je osada, část obce Podmoklany v okrese Havlíčkův Brod. Nachází se asi 1 km na jihozápad od Podmoklan. V roce 2009 zde bylo evidováno 5 adres. V roce 2001 zde trvale žil jeden obyvatel
Branišov leží v katastrálním území Podmoklany o výměře 3,06 km2.

## Název
V letech 1869-1910 nesla ves název Branžov.

## Historie
V letech 1869-1960 byl osadou obce Podmoklany, v letech 1961-1985 částí obce Horní Studenec, od 1. července 1985 do 23. listopadu 1990 částí obce Ždírec nad Doubravou, od 24. listopadu 1990 je částí obce Podmoklany.

## Galerie

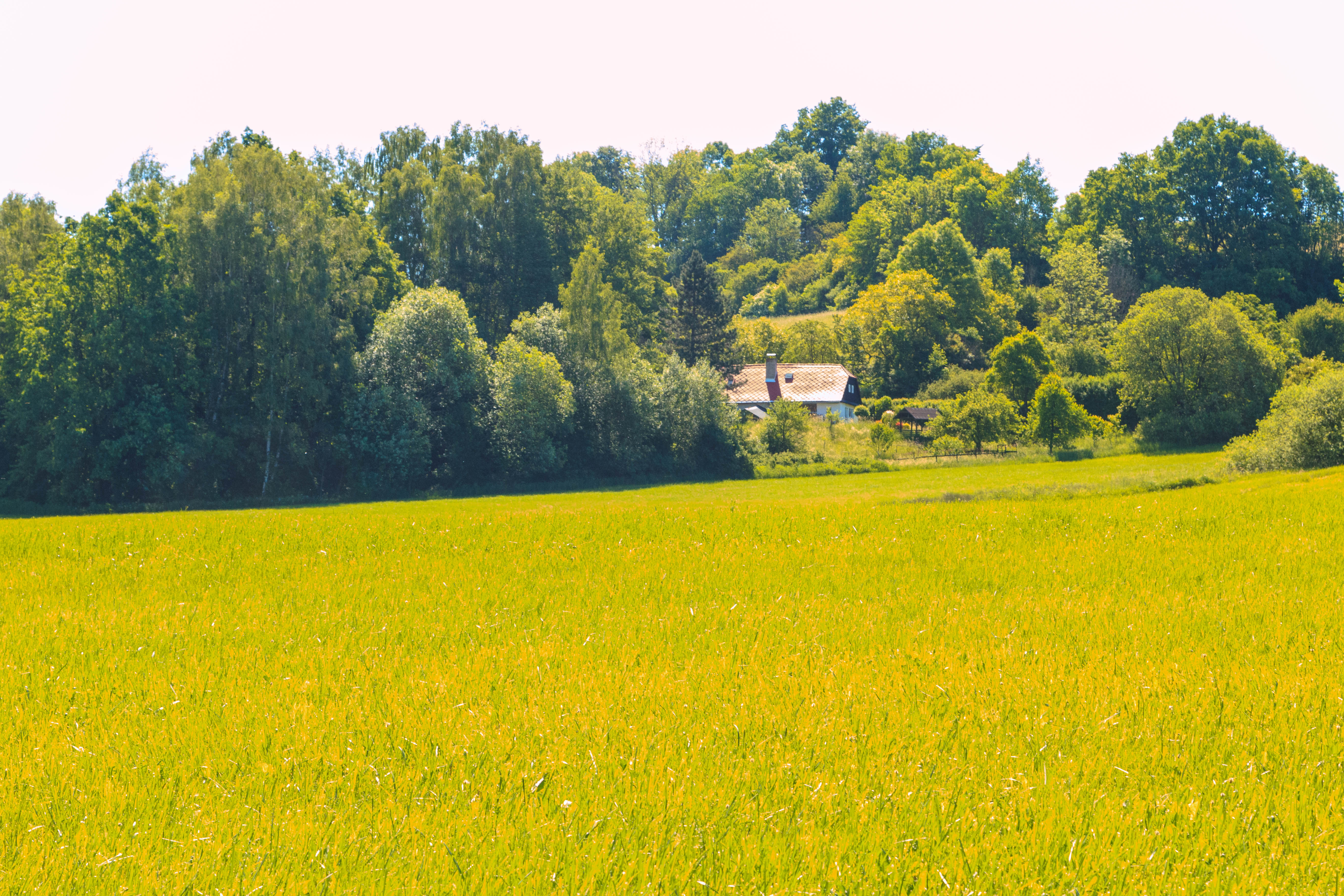
Branišov čp. 1
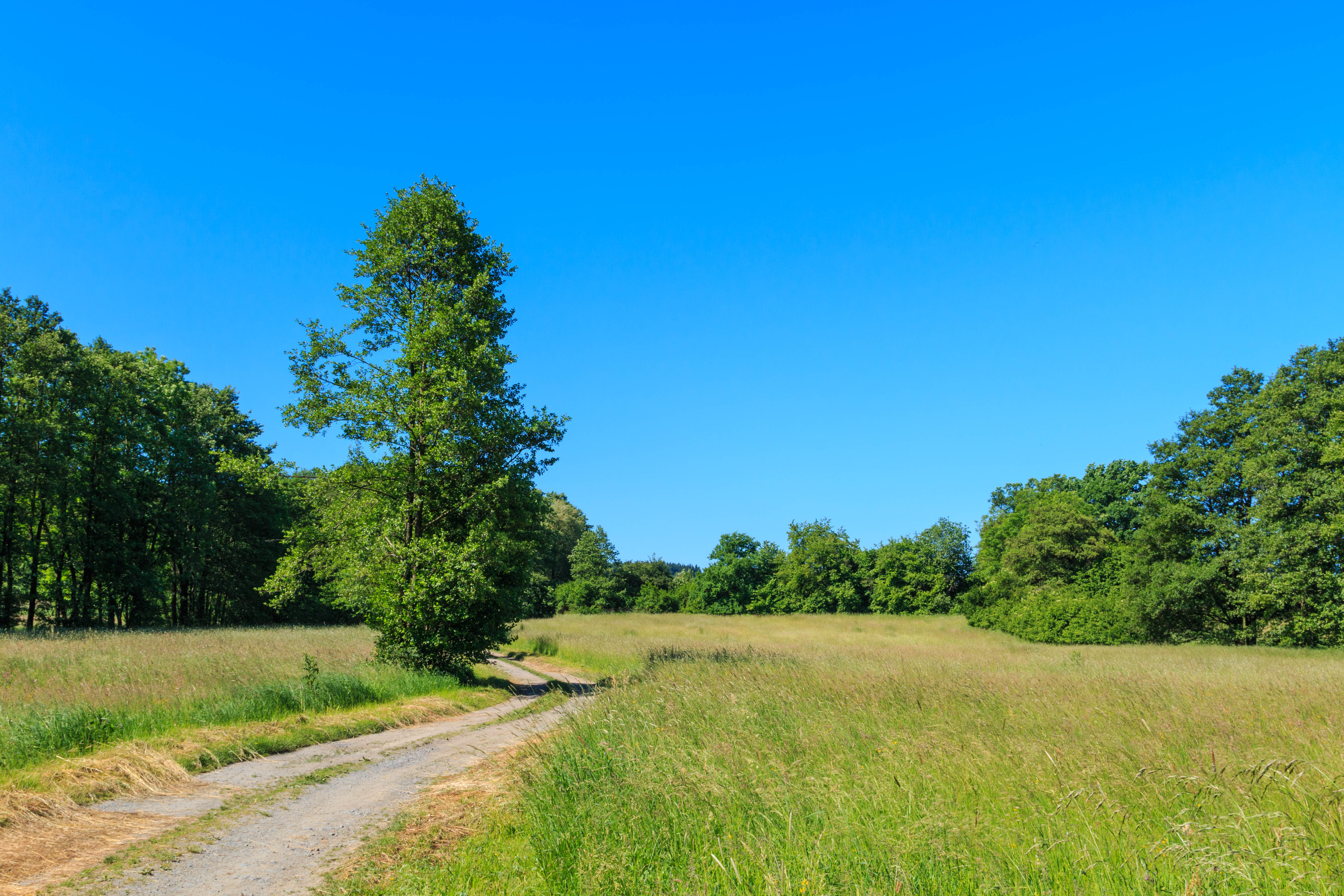
Cesta od Mokřadla ke Branišovu
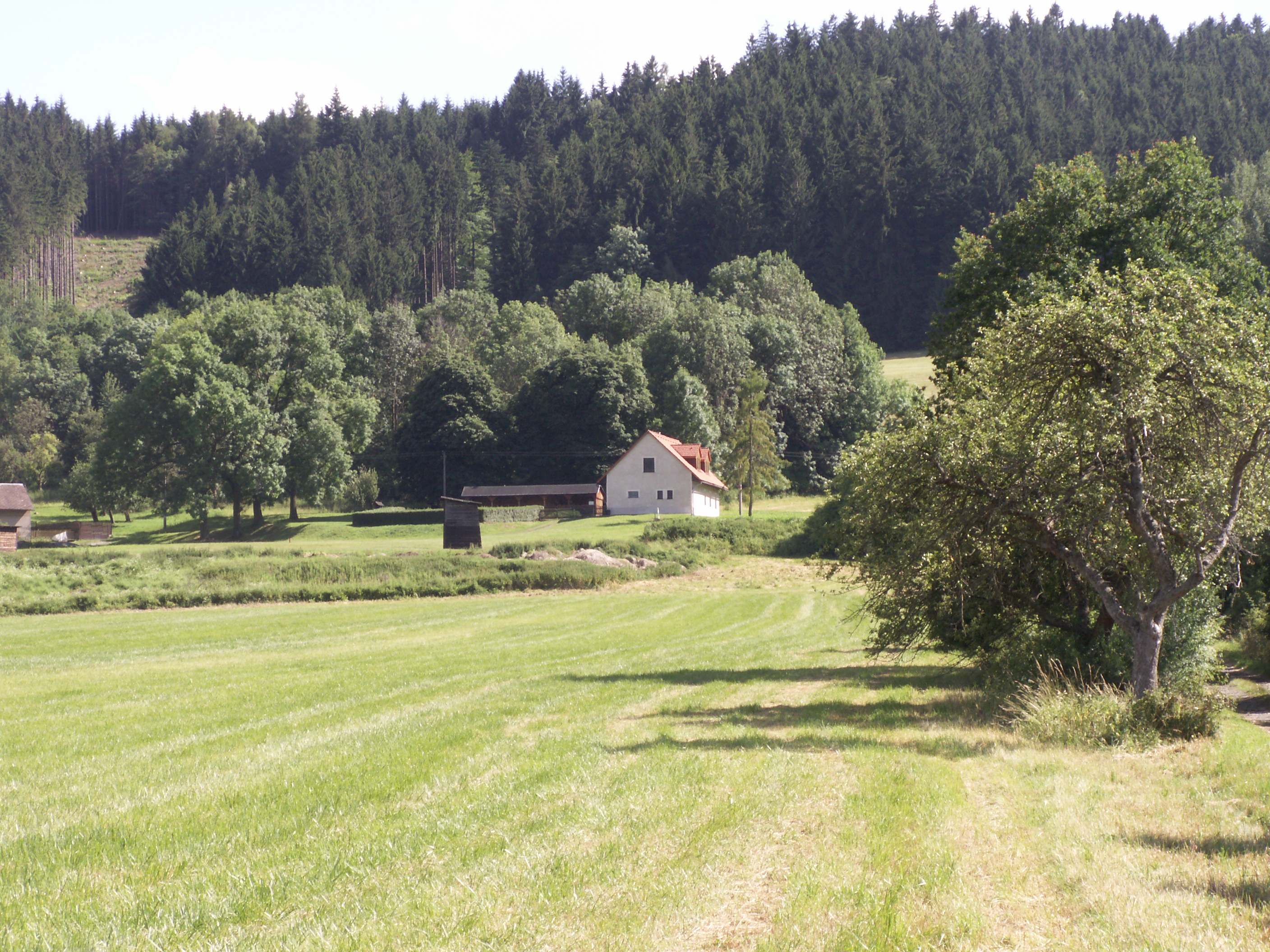
Podmoklany-osada Branišov